# Diaspora coréenne en Chine
La diaspora coréenne en Chine est constituée de deux millions de Coréens vivant aujourd'hui en Chine. Ils constituent l'une des 55 minorités nationales du pays et sont principalement présents dans le nord-est du pays, près de la frontière avec la Corée du Nord. Ils sont définis comme des citoyens chinois de nationalité coréenne (chinois : 朝鲜族 ; pinyin : cháo xiǎn zú, en coréen : 조선족 Joseonjok ou Chosonjok, Hanja : 朝鮮族). De nombreux Coréens habitent la préfecture autonome coréenne de Yanbian (en coréen : Yonbyon), dans la province de Jilin, qui dispose, comme son nom l'indique, d'un statut de préfecture autonome.

## Historique
La présence coréenne en Chine témoigne de l'extension des anciens royaumes coréens, notamment le royaume du Koguryo, au-delà du fleuve Yalu marquant la frontière actuelle entre la Chine et la Corée du Nord. La meilleure qualité des terres dans les actuelles province du nord-est de la Chine a également favorisé l'émigration économique de Coréens, en l'absence de délimitation stricte de la frontière sino-coréenne jusqu'à l'annexion de la Corée par le Japon en 1910. 
La Mandchourie (ou Dongbei, nord-est de la Chine) devint une base de repli des nationalistes coréens qui, comme le futur président nord-coréen Kim Il-sung, luttèrent contre l'occupation japonaise de la Corée (1910-1945). L'invasion de la république de Chine (1912-1949) par le Japon en 1937 et la création de l'État du Mandchoukouo, satellite du Japon, conduisirent les Japonais à chercher à favoriser,, comme ils l'ont tenté avec les Mandchous, en vain, une identité coréenne qui aurait divisé Coréens et Chinois, tandis que la guérilla coréenne anti-japonaise en Chine était sévèrement réprimée. 
Les communistes coréens furent néanmoins plus actifs que les communistes chinois dans la résistance japonaise au Mandchoukouo et renforcèrent le Parti communiste chinois dans sa lutte contre le Kuomintang (parti nationaliste au pouvoir en Chine jusqu'à 1949) entre 1945 et 1949. Les Coréens de Chine furent ensuite activement mobilisés par Pékin, lorsque la Chine intervint aux côtés des Nord-Coréens et contre les États-Unis, dans la guerre de Corée à partir d'octobre 1950.
Après la fin de la guerre de Corée en 1953, le président nord-coréen Kim Il-sung encouragea les Chinois d'origine coréenne ayant combattu en Corée à rester en Corée du Nord, pour participer à la construction du socialisme en république populaire démocratique de Corée (RPDC). 
Lors des difficultés alimentaires qui suivirent, en Chine, le Grand Bond en avant, de nombreux Coréens de Chine furent accueillis en Corée du Nord où ils purent obtenir la nationalité nord-coréenne, avant que beaucoup d'entre eux ne reviennent en Chine dès les années 1960. A contrario, après la sévère disette ayant frappé la Corée du Nord entre 1995 et 1999, de nombreux Nord-Coréens se réfugièrent en Chine : comme dans les années 1960, la solidarité ethnique entre Coréens de RPDC et de Chine joua un rôle essentiel. Selon certaines estimations non officielles, plusieurs centaines de milliers de Nord-Coréens seraient toujours présents en Chine.

## La situation actuelle desJoseonjoken Corée

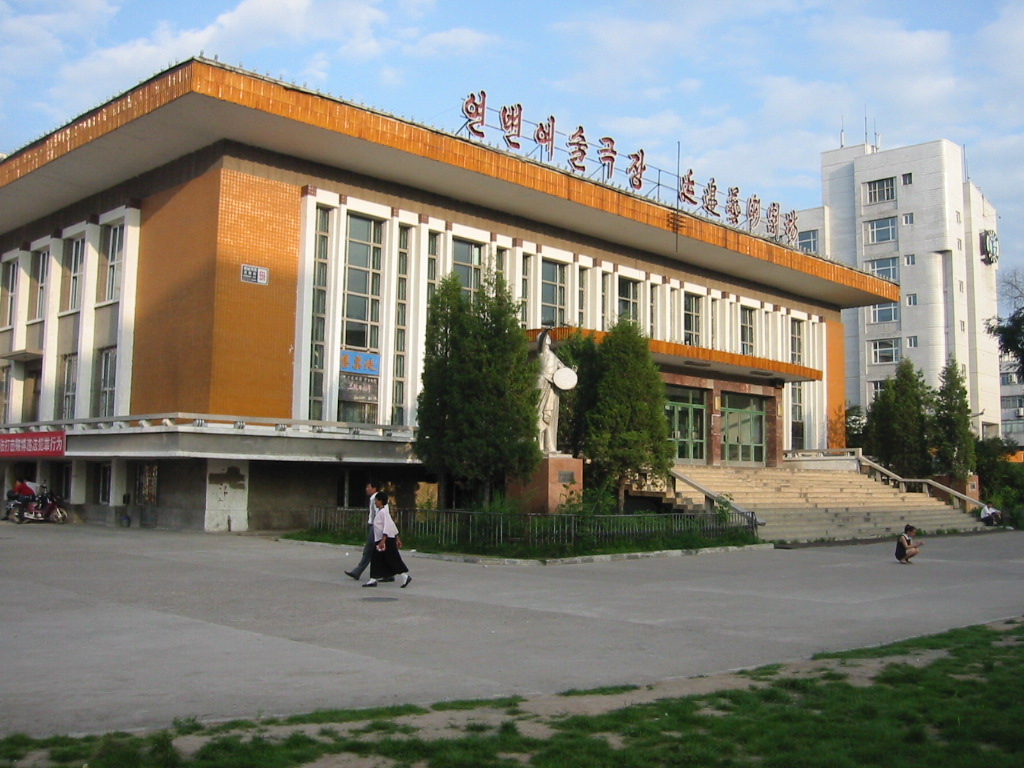
Inscriptions en Coréen et chinois sur les bâtiments de la préfecture autonome coréenne

Avant l'ouverture économique de la Chine, les Coréens de Chine étaient très majoritairement, dans une Chine restée très rurale, des paysans cultivant le riz. Les professions exercées se sont depuis diversifiées.
La politique des minorités appliquée par Pékin a permis à la minorité nationale coréenne de développer sa langue et sa culture.
Après l'ouverture de relations diplomatiques entre la Chine et la Corée du Sud, une partie de la diaspora coréenne en Chine s'est établie en Corée du Sud où elle a été en butte à une exploitation économique et à des difficultés d'intégration qui ont fortement enfreint les volontés d'émigration.

## Dans la culture populaire
Le film The Murderer, dont l'action se déroule en partie dans la province du Yanbian, a pour héros un Joseonjok.